# Zirmgrat
Zirmgrat är en utlöpare på gränsen mellan Österrike och Tyskland. Zirmgrat ligger 1 289 meter över havet.